# Olof Moberg
Karl Olof Moberg, född den 25 mars 1948 i Stockholm, död den 21 november 1970 i Göteborg, var en svensk författare.  

## Biografi
Olof Moberg, som föddes 1948, var son till arkeologen Carl-Axel Moberg och bibliotekarien Bitte Moberg. Han tog studentexamen vid Lundby gymnasium i Göteborg 1968 och påbörjade en journalistutbildning, som han emellertid avbröt efter en termin, för att helt ägna sig åt författarskap och politiken. Inkomster fick han som tidningsbud. "För att bara vara författare är något sjukt - innebär en isolering från upplevelsen att vara förvärvsarbetare". 
Debuten skedde i mars 1969 med romanen Demonstrant!. Året därpå kom diktsamlingen FramFörAllt och roman nummer två Anpassad i Konform. Böckerna skildrar den unga vänsterrörelsen i Göteborg. Moberg såg författarskapet som underordnat politiken: "Det gäller att inte bara beskriva samhället, utan förklara och därmed påverka det". "Jag står ideligen inför problemet hur jag ska använda min tid. Jag har inte skrivit på min tredje roman på grund av direkt politiskt arbete. Jag måste ägna mig åt detta arbete för att ha rätt att skriva romaner, måste vara insatt i den politiska situationen för att kunna skildra den."  
Han var aktiv inom Vänsterns ungdomsförbund och medlem av dess förbundsstyrelse, i FNL-rörelsen och han medverkade i proggbandet Uppsala Högar.
Ur dikten Samtal:
| ” | så småningom skulle de hålla med mig, ja, eller lyssna, åtminstone. Då skulle jag säga att det inte är någon slump det här med kriget i Vietnam. Först skulle jag säga att FNL representerar folket och att USA och quislingarna representerar kapitalet. Och sedan skulle jag säga Cuba, Santo Domingo, Korea, Harlem. Och sedan skulle jag säga 20 december. Och sedan skulle jag säga imperialism. | „ |

Sig själv beskriver han i romanen Anpassad i Konform som "En virrig kannibal insläppt i balsalen med en sabel under skinnjackan en desarmerad granat i kalsongerna en tolvtonskantat i sitt bröst".

## Utmärkelser
- 1968 författarstipendium från Wahlström & Widstrands förlag
- 1969 arbetsstipendium ur Författarfonden
- 1970 arbetsstipendium från Bonniers förlag